# Валентин Любомиров Николов
Валентин Любомиров Николов е български фехтовач, старши треньор на Националния отбор по фехтовка в периода 1979 – 1991 година. Под негово ръководство се състезават изявените български фехтовачи – Христо и Васил Етрополски, Георги Чомаков, Николай Маринчешки, Николай Матеев.

## Биография
Роден на 18 септември 1947 година в град София. Баща му Любомир Николов е царски офицер от стар софийски род, който заради биографията си е бил репресиран от Комунистическия режим. Майка му Анна Николова е счетоводител. Нейното семейство също е преследвано от властта.
Има син Юлиан, който е от първия му брак с лекоатлетката Николина Щерева. До последно споделя живота си с третата си съпруга Василка Любомирова.
На 29 септември 2018 година умира в град София, България, след тежко боледуване.

## Кариера
Валентин Николов започва да се занимава с фехтовка през 1959 година, на 12-годишна възраст. До 1964 година тренира рапира. През 1964 започва да тренира сабя и през 1967 година е включен в националния отбор на България по сабя. През 1968 постъпва като студент във Висшият Институт за Физическа Култура и спорта (понастоящем Национална спортна академия).
Шампион на България за 1970 и 1973 година. Като постоянен член на националния отбор на България по сабя, участва във всички турнири за Световната Купа и Световни първенства в периода 1968 – 1976 година.
През 1970 година националният отбор на България по сабя се класира за първи път между първите шест отбора в света – 5-то място на Световното първенство в Анкара, Турция. За този успех Валентин Николов е удостоен от Централния Съвет на българския Съюз за физическа Култура и Спорт със званието „Майстор на спорта“.
През 1972 година се класира за участие в Олимпийските игри в Мюнхен, Германия.
През 1974 година спечелва 2-ро място на международния турнир „Рамон Фонст“ в Хавана, Куба.
През 1976 година прекратява дейността си като състезател и заема длъжността помощник – треньор на Националния отбор на България по сабя по повод подготовката на отбора за Световните Студентски Игри през 1977 година в София, България. Отборът се класира на 5-то място.
През 1977 година заема длъжността треньор на начинаещи деца в Централният Спортен клуб на Армията. През 1978 година неговите състезатели ставата шампиони на България във възрастовата група за деца до 14 годишна възраст.
През 1978 се дипломира във Висшият Институт по Физическа Култура и Спорт като Учител по физическа култура, специалност Фехтовка.
През 1979 година е назначен за старши треньор на Националният отбор на България по фехтовка.
През 1980 година на летните Олимпийски игри за първи път се български състезатели се класират на финал и заемат съответно 4-то и 5-о място. За този успех Николов е удостоен от Централния съвет на Българския Съюз за Физическа Култура и Спорт с медал за „ОСОБЕНИ ЗАСЛУГИ“.
През 1981 година поради несъгласия на Националната Конференция на Фехтовката в България, той напуска поста старши-треньор на националния отбор.
През 1984 година по покана на Българската Федерация по Фехтовка, Валентин Николов се връща на работа като старши-треньор на националния отбор на България по сабя и ръководи подготовката на отбора до 1991 година. За периода постига следните успехи в Българската Фехтовка
1985 година
- Българските състезатели се класират общо 6 пъти на финали на турнири за Световната купа – 3 пъти 1-во място и по 1 път 3-то, 4-то и и 5-о място.
- На световното първенство в Барселона, Испания трима български състезатели се класират на финала – 2-ро, 3-то и 8-о място. В отборното състезание отбора на България за пръв спечелва медал на Световно първенство – сребърен.
- За тези успехи Валентин Николов е удостоен от Централния Съвет на Българския Съюз за Физическа Култура и Спорт със звание „ЗАСЛУЖИЛ ТРЕНЬОР ПО ФЕХТОВКА“

1986 година
- Български състезатели по фехтовка се класират общо 8 пъти на финали на турнирите за Световна купа.
- На Световното първенство в София двама български състезатели се класират на 3-то и 7-о място. В отборното състезание България печели бронзов медал.

1987 година
- Български състезатели се класират общо 6 пъти на финали на турнирите за световната купа. По 1 път на първо, четвърто, пето и осмо място и 2 пъти на шесто място
- Български състезател се класира на 3-то място в турнира „Мастерс“
- На световното първенство в Лозана, Швейцария отбора печели сребърен медал

1988 година
- Български състезатели се класират общо 6 пъти на финали на турнирите за Световната купа. По 1 път на първо, трето, четвърто и пето място. Два пъти на второ място.
- На летните олимпийски игри в Сеул отборът се класира на 8-о място
- България се класира на 3-то място в класирането по нации за Световната купа.
- Български състезател се класира на 2-ро място в турнира „Мастерс“

1989 година
- Български състезатели се класират общо 5 пъти на финали на турнирите за Световната Купа – 1 път на четвърто място и по 2 пъти на трето и седмо място
- Български състезател се класира на 7-о място в турнира „Мастерс“
- България е на 3-то място в класирането по нации за Световната купа.
- На световното първенство в Денвър, САЩ Български състезател се класира на финала – 6-о място.

1990 година
- Български състезател се класира на 3-то място в турнира „Мастерс“

През периода 1990 – 1991 година вследствие на общата политическа и икономическа криза в България, тренировъчната и състезателна дейност на отбора рязко намалява дейността и изявите си.
През 1991 година след финансирано от частен спонсор участие в турнира за Световната Купа във Вашингтон, САЩ, Валентин Николов не се завърща в страната.
През 1995 година на Световното първенство в Хага, Холандия, българския отбор по фехтовка не успява да се класира за Летните Олимпийските игри в Атланта, САЩ – 1996 година. Българската Федерация по Фехтовка изпраща покана до Валентин Николов с молб да подготви националния отбор в следващите три месеца за Европейските квалификации в Унгария, победата от което би дала право за участие в Олимпийските игри. Отборът не успява да се класира за участие в Олимпиадата.
До 2018 година живее в Маями, САЩ. Занимава се с треньорска дейност. След пенсионирането се завръща за постоянно в България.